# Cratichneumon facetus
Cratichneumon facetus är en stekelart som först beskrevs av Cresson 1867.  Cratichneumon facetus ingår i släktet Cratichneumon och familjen brokparasitsteklar. Utöver nominatformen finns också underarten C. f. astroriparius.